# اسپرسو (پردازنده)
اسپرسو نام رمز واحد پردازش مرکزی 32 بیتی (CPU) مورد استفاده در کنسول بازی ویدئویی Wii U نینتندو است. این پردازنده توسط شزکت IBM طراحی شده و با استفاده از فرآیند سیلیکون روی عایق 45 نانومتری تولید شده است. تراشه اسپرسو همراه با یک GPU از AMD روی یک MCM قرار دارد که توسط Renesas ساخته شده است.این تراشه در E3 2011 در ژوئن 2011 رونمایی و در نوامبر 2012 منتشر شد.

## طراحی
آی‌بی‌ام و نینتندو اعلام کردند که پردازنده اسپرسو یک ریزپردازنده مبتنی بر PowerPC با سه هسته روی یک تراشه است تا مصرف انرژی را کاهش داده و سرعت را افزایش دهد. CPU و پردازنده گرافیکی روی یک زیرلایه به عنوان یک ماژول چند تراشه (MCM) قرار می گیرند تا پیچیدگی را کاهش دهند، سرعت ارتباط بین تراشه ها را افزایش دهند، مصرف انرژی را کاهش دهند و هزینه و فضای مورد نیاز را کاهش دهند. این دو تراشه توسط Renesas در ژاپن به MCM کامل مونتاژ شدند.خود اسپرسو توسط آی‌بی‌ام در کارخانه 300mm خود در شرق فیشکیل، نیویورک، با استفاده از فناوری SOI 45 نانومتری و DRAM (eDRAM) تعبیه‌شده برای حافظه‌های پنهان تولید شد.

در حالی که این اطلاعات توسط نینتندو تأیید نشده است، هکرها، خراب‌کاری‌ها و خبرچین‌های غیررسمی از آن زمان اطلاعات بیشتری در مورد اسپرسو، مانند نام اندازه و سرعت آن فاش کرده‌اند. به نظر می رسد ریزمعماری کاملاً شبیه به پیشینیان خود یعنی Broadway و Gekko است، یعنی مبتنی بر PowerPC 750، اما با حافظه پنهان بزرگتر و سریعتر و پشتیبانی از چند پردازنده بهبود یافته است.

شایعاتی مبنی بر اینکه CPU Wii U از پردازنده سرور رده بالای POWER7 IBM مشتق شده است نادرست است، زیرا به طور بالقوه هزینه ساخت و فروش سیستم را افزایش می دهد و نیاز به فرم بزرگ تری دارد. اسپرسو برخی از فناوری‌ها مانند شباهت‌های eDRAM و مجموعه دستورالعمل‌های عمومی را با POWER7 به اشتراک می‌گذارد اما این شباهت‌ها سطحی هستند.

## مشخصات فنی
- هسته های اجرای خارج از ترتیب مبتنی بر PowerPC
- فناوری پردازش 45 نانومتری
- فناوری سیلیکون روی عایق آی بی ام (SOI)
- سازگار با پردازنده های Broadway و Gekko